# 真盛上人二十五霊場
真盛上人二十五霊場（しんせいしょうにんにじゅうごれいじょう）は、天台真盛宗の宗祖である真盛ゆかりの寺社29箇所を巡る霊場巡拝である。
天台真盛宗自身は宗祖真盛上人二十五霊場と称している。また、真盛の大師号による慈摂大師二十五霊場の名称も見られる。以前は宗祖大師二十五霊場としていた。
真盛にゆかりのある寺院で構成されており、主に出身地の三重県伊勢地方や終焉の地の三重県伊賀地方を中心に本山のある滋賀県の南部や教化地の福井県越前地方、京都にも札所がある。札番付きの25箇所のほか番外札所が4箇所あり、番外の1つは真盛参拝地として新たに番外に加えられた信州の善光寺である。神仏習合の影響で2箇所の神社も札所に含まれている。
総本山西教寺も、この霊場巡りのはっきりとした始まりの時期を把握していないが、昭和初期には既に「巡拝帳」があったとされる。その後戦争で忘れ去られ、戦後に復活と下火になることを繰り返している。専用納経帳も発行されてはしばらく増版がなく売り切れを繰り返しているが、近年では2016年に公式専用納経帳である「宗祖真盛上人二十五霊場巡拝帳」と公式案内パンフレットの「宗祖真盛上人二十五霊場をめぐる」が発行されており、1番札所である総本山西教寺や、一部の天台真盛宗の規模の大きい寺院で販売・配布されている。
納経関係者が少なく、連絡なしで訪問しても朱印を受けることができない寺院も多いため、公式パンフレットでは予め問い合わせることを勧めている。また、普段は無住で近辺の寺院が納経を行っている寺院もあるため、予め公式パンフレットを郵送等で手に入れておくことも必要である。この霊場巡りの公式HPはないが、現在は2012年に西教寺内に設立された「宗祖真盛上人鑽仰会」が中心となって広報を行ない、前述の公式朱印帳・パンフレットをの発行も行っている。天台真盛宗の信徒が中心の霊場巡りであり、総本山西教寺でさえも納経所に真盛上人二十五霊場であることの表示はないが、信徒ではない一般人も巡ることができる霊場巡りである。

## 霊場一覧
寺社名は専用納経帳の表記に合わせている。（ ）内は補足。
| 札所番号   | 注   | 寺社名           | 宗派                        | 所在地             | 補足           |
| ---------- | ---- | ---------------- | --------------------------- | ------------------ | -------------- |
| 第一番     |      | 西教寺           | 天台真盛宗・総本山          | 滋賀県大津市       |                |
| 第二番     | 注1  | 青龍寺           | 天台宗 （浄土宗知恩院管理） | 京都府京都市左京区 |                |
| 第三番     | 注2  | 浄土院           | 天台宗                      | 滋賀県大津市       | 延暦寺西塔内   |
| 第四番     | 注3  | 日吉馬場・六角堂 | 天台宗                      | 滋賀県大津市       | 求法寺管理     |
| 第五番     |      | 生源寺           | 天台宗                      | 滋賀県大津市       |                |
| 第六番     |      | 誓願寺           | 浄土宗西山深草派・総本山    | 京都府京都市中京区 |                |
| 第七番     | ☆    | 西方尼寺         | 天台真盛宗                  | 京都府京都市上京区 |                |
| 第八番     | ●注4 | 蜊江神社地蔵院   | 神道神社内                  | 滋賀県守山市       |                |
| 第九番     |      | 總社大神宮       | 神道                        | 福井県越前市       | 越前総社       |
| 第十番     |      | 引接寺           | 天台真盛宗・別格本山        | 福井県越前市       |                |
| 第十一番   | ☆    | 放光寺           | 天台真盛宗                  | 福井県越前市       |                |
| 第十二番   | ☆    | 西光寺           | 天台真盛宗                  | 福井県福井市       |                |
| 第十三番   | ☆    | 蓮光寺           | 天台真盛宗                  | 福井県大野市       |                |
| 第十四番   |      | 西來寺           | 天台真盛宗・別格本山        | 三重県津市         |                |
| 第十五番   | 注5  | 不動院           | 真言宗醍醐派                | 三重県津市         | 津観音観音寺内 |
| 第十六番   | ●注6 | 光泉寺           | 天台真盛宗                  | 三重県津市         |                |
| 第十七番   |      | 朝田寺           | 天台宗                      | 三重県松阪市       |                |
| 第十八番   | ●注7 | 善光寺           | 天台真盛宗                  | 三重県伊勢市       |                |
| 第十九番   | ☆    | 蓮生寺           | 天台真盛宗                  | 三重県松阪市       |                |
| 第二十番   | ●注8 | 誕生寺           | 天台真盛宗                  | 三重県津市         |                |
| 第二十一番 | ☆    | 稱名寺           | 天台真盛宗                  | 三重県津市         |                |
| 第二十二番 |      | 成願寺           | 天台真盛宗・中本山          | 三重県津市         |                |
| 第二十三番 | ☆    | 九品寺           | 天台真盛宗                  | 三重県伊賀市       |                |
| 第二十四番 | ☆    | 西盛寺           | 天台真盛宗                  | 三重県伊賀市       |                |
| 第二十五番 |      | 西蓮寺           | 天台真盛宗・別格本山        | 三重県伊賀市       |                |
| 番外       | ●注8 | 盛源寺           | 天台真盛宗                  | 三重県津市         |                |
| 番外       | ☆    | 成福寺           | 天台真盛宗                  | 三重県津市         |                |
| 番外       |      | 密藏院           | 天台宗                      | 愛知県春日井市     |                |
| 番外       | 注9  | 善光寺           | 無宗派                      | 長野県長野市       |                |

- 注の欄に☆がある寺院はいわゆる「檀家寺院」で納経関係者が数人、あるいは住職本人しかおらず、予め電話で確認をしていないと留守などで朱印の押印をしてもらえない可能性がある。
- 注の欄に●がある寺院は、普段は無住・無人のため、近隣寺院に連絡してその寺院で朱印を受けるか、近隣寺院に連絡して納経関係者に出張してもらうことになっている寺院。
- 注1・青龍寺は普段は知恩院から派遣された僧が1人で管理している。当然急な所要で寺を離れることもありうる。青龍寺は長く歩いたあとに到達できる寺院であるので、特に予めの連絡確認を必要とする。
- 注2・浄土院の朱印は西塔の中心仏堂である「釈迦堂」で受けることができる。ただし、浄土院の朱印を受けたいことを申し出ないと、釈迦堂の朱印を押されてしまうので要注意。
- 注3・日吉馬場・六角堂は日吉大社の有料入場口のすぐ手前左にあるが、管理する求法寺は参道右側にある。
- 注4・地蔵院のある蜊江神社は普段は無人であるので、近隣の観音寺に連絡すると、地域の自治会に連絡して指定日時に蜊江神社に自治会から納経関係者を派遣してくれることになっている。
- 注5・不動院は太平洋戦争で焼失し現存しないため、現在は参拝及び朱印は津観音・観音寺で行っている。
- 注6・光泉寺は無住であるので、第14番西來寺で朱印を受けることになっている。
- 注7・伊勢市・善光寺は無住であるので、松阪市にある来迎寺（参考）に連絡して来迎寺で朱印を受けるか、あるいは善光寺に納経関係者が出向いて朱印を押印するかの指定を受けることになっている。
- 注8・誕生寺・盛源寺は無住であるので、近隣にある番外・成福寺で朱印を受けることになっている。
- 注9・長野市・善光寺自体は無宗派だが、実際には天台宗の大勧進と浄土宗の大本願によって運営されている。基本的には善光寺本堂・大本願・大勧進のいずれの納経所でも、日本各地の霊場巡りの納経帳には「善光寺本堂」の朱印が押印されることになっている。同じ天台系なので大勧進系の宿坊が連絡先となっているため「善光寺大勧進」の朱印を受けても間違いではない。